# Zębiełek zambijski
Zębiełek zambijski (Crocidura ansellorum) – gatunek ssaka z rodziny ryjówkowatych (Soricidae). Jest gatunkiem endemicznym dla Zambii. Ssak ten znany jest tylko z 4 egzemplarzy (ostatni znaleziony został w 1990 r.). Zamieszkuje tropikalne, wilgotne lasy, wzdłuż brzegów górnej Zambezi. Głównym zagrożeniem dla tego gatunku jest ekspansja rolnicza i lokalny wyrąb drzew. Ponadto siedlisko tego ssaka jest regularnie niszczone przez pożary.